# Zálohování dat
Záloha nebo záložní kopie (anglicky backup) je kopie dat uložená na jiném datovém nosiči (nebo i místě). Záložní data jsou využívána v případě ztráty, poškození nebo jiné potřeby práce s daty uloženými v minulosti. Zálohování probíhá nepravidelně (např. v domácnostech) nebo pravidelně podle rozvrhu (např. ve firmách).

## Zálohování dat
Při zálohování většího množství dat se obvykle používá specializovaný program (například i v systému Microsoft Windows je součástí instalace), který celý proces zálohování usnadňuje (viz níže). Pro zálohování většího množství dat je možné použít také specializovaná zařízení (hardware), která pracují poloautomaticky nebo plně automatizovaně. Proces zálohování dat klade velký důraz na rychlou obnovu dat oproti archivaci.
V poslední době je využíváno komplexních zálohovacích systémů, které umožňují efektivně zálohovat mnoho počítačů propojených počítačovou sítí nebo naopak na mnoho počítačů propojených v síti data zálohovat (tzv. úložný cluster).
Zálohování může probíhat v těchto základních režimech:
- Online – Proces tvorby zálohy počítače za jeho běžného chodu.
- Offline – Zálohování je prováděno mimo běžný provoz počítače; obvykle se provádí za pomoci zavedení speciálního média.

## Typy záloh
Pro různé podmínky se používají různé strategie zálohování. Volba správné strategie je závislá na tom, jestli je potřeba se zálohami pracovat velmi často nebo je naopak požadována maximální délka archivace zálohovaných dat. Existují i další kritéria, která odrážejí konkrétní specifické podmínky.
NestrukturovanáNestrukturovaným úložištěm může být větší množství disket, CD, DVD medií s minimem informací o záloze. Tento způsob je nejjednodušší, ale není příliš oblíben u větších firem.
Úplná + InkrementálníTento model má za cíl vytvořit více kopií zálohovaných dat vhodnějším způsobem. Nejdříve je provedena úplná záloha všech dat. Posléze je prováděna inkrementální záloha (ukládány jsou pouze soubory, které se změnily od předešlé úplné nebo inkrementální zálohy). Hlavní nevýhodou je, že při obnovení zálohy je potřeba pracovat s úplnou zálohou a následně se všemi inkrementálními zálohami až k požadovanému okamžiku zálohy, což může být velmi náročné na pracovní prostor.
Úplná + RozdílováRozdíl oproti předešlé metodě je v tom, že po úplné záloze se každá částečná záloha zachytí všechny soubory vytvořené nebo změněné od vytvoření úplné zálohy, třebaže některé už jsou obsaženy v předešlé částečné záloze. Výhodou je, že obnova zahrnuje obnovení pouze poslední úplné zálohy, a potom její překrytí poslední rozdílovou zálohou, takže je proces obnovení více odolný vůči defektu média se zálohou.
Zrcadlová + Reverzně přírůstkováTento model obsahuje zrcadlo reflektující stav systému po poslední záloze a historii přírůstkových záloh. Výhodou je, že máme neustále k dispozici aktuální plnou zálohu a ukládáme pouze historii změn. Každé zálohování se automaticky promítá do zrcadla a soubory, které byly změněny, jsou přesunuty do přírůstkové zálohy. Tato metoda se nehodí pro přenosná media, protože každá záloha musí být provedena pomocí srovnání se zrcadlem.
Průběžná ochrana datTato metoda využívá místo plánovaných periodických záloh okamžitý zápis každé změny do žurnálu změn (logu). Provádí se ukládáním změněných bajtů nebo celých bloků dat místo ukládání celých změněných souborů. Průběžný záznam změn v žurnálu umožňuje získat obraz dat v minulosti. Naproti tomu prosté zrcadlení dat na druhý disk (např. RAID 1) stav v minulosti nezachycuje.
Úplná záloha systémuMetoda zálohuje obvykle celý počítač včetně operačního systému, vytváří obraz disku. K tomuto typu zálohování je třeba specializovaný software, jako je např. Acronis True Image

## Média pro ukládání dat
Magnetická páskaMagnetická páska je populární médium pro zálohování a archivaci dat. Některé nové pásky jsou již dnes rychlejší (čtení/zápis) než pevné disky. Nevýhodou je vysoká pořizovací cena páskové jednotky, výhodou pak nízká cena médií.
Pevný diskPoměr kapacita/cena disku se čím dál více zlepšuje. To dělá pevný disk soupeřem pro magnetické pásky. Výhodou disku je nízká přístupová doba, kapacita a snadnost použití. Pro zálohování se často využívají externí disky.
NASNetwork Attached Storage je pevný disk nebo pole pevných disků, které je připojeno k lokální síti. Může se jednat o jednoúčelové zařízení nebo server, jehož úlohou je skladování dat.
Optický diskVýhodou u těchto medií je hlavně cena a dostupnost pro všechny počítače s optickou mechanikou. Dalšími používanými formáty jsou CD, DVD, DVD-RAM. Nověji se používají také HD DVD a Blu-ray disky, které nabízejí mnohem větší kapacitu pro zápis, avšak jejich nevýhodou je zatím vysoká cena.
DisketaDnes již prakticky „muzejní záležitost“. Používána v devadesátých letech minulého století.
Ostatní paměťová mediaPoužívají se například USB flash disky nebo různé druhy paměťových karet (Secure Digital, Memory Stick apod.)
Vzdálená zálohovací službaVysokorychlostní internet se stává již běžnou součástí firem i domácností, proto popularita zálohovací služby přes internet roste. Tato varianta zálohování zabraňuje možnému zničení záloh v důsledku požáru, povodní či jiných nenadálých situací. Nevýhodou naopak může být pomalejší průběh zálohování v porovnání s klasickými paměťovými medii a v neposlední řadě také zneužití citlivých dat ze záloh třetí osobou (cracker), která se může k těmto datům nelegální cestou dostat.
V současnosti tyto služby zažívají velký rozmach. V základu jsou většinou zdarma, nabízí omezené možnosti zálohování a zpravidla menší kapacitu úložného prostoru. Za příplatek pak nabízí více. Mezi nejznámější online zálohovací služby např. patří:
- Microsoft OneDrive
- Disk Google
- ADrive
- Dropbox
- humyo
- Whitestore
- Mega

## Manipulace s daty
Při zálohování je dobré zároveň data různými způsoby zpracovat, zrychlí se tím rychlost zálohování, rychlost obnovy a bezpečnost dat.
Komprese datExistuje mnoho metod ke zmenšení velikosti zálohy a tím k ušetření diskového prostoru. Komprese dat je často používána u zálohování magnetickými páskami.
DeduplikaceTato metoda umožňuje odstranit ze zálohy duplicitní složky a soubory. Pokud je velké množství podobných systémů zálohováno do stejného místa, existuje zde možnost, že zde bude nadbytek zálohovaných dat. Například pokud je zálohováno 20 systémů Windows, pak určitou část dat mají všechny tyto systémy společnou a není je tak třeba ukládat vícekrát, ale pouze jednou.
DuplikacePrincipem je vytvoření dvou záloh na dvou různých mediích a na různých místech. Zvýší se tím rychlost při obnově dat a ochrana zálohy před poškozením.
Šifrování datPoužíváno u datových nosičů, kde je důležité zabezpečení dat a omezení nebo znemožnění přístupu k datům nežádoucí osobě. Nevýhodou je zpomalení procesu zálohování a také fakt, že šifrovaná data nemohou být efektivně zkomprimována.

## Zásady zálohování dat
- postupy zálohování volíme v závislosti na konkrétní situaci (interval změn dat, denní objem nových dat, důsledky ztráty dat aj.)
- kontrola záloh – většina programů (kompresní, vypalovací atd.) následně umožňuje kontrolu archivu
- pravidelný test obnovy dat[2]
- popisujeme zálohy – co obsahují, datum vytvoření
- z instalačních médií by měla být pořízena alespoň jedna kopie, originální média by měla být ihned po pořízení kopií uložena na bezpečném místě (včetně instalačních hesel a čísel!), vlastní instalace probíhá z pořízených kopií
- ukládání záloh na fyzicky různá místa – důležité zálohy by neměly být uloženy u počítače (požár atd.)
- zajištění důvěrnosti dat (fyzicky, nebo alespoň zaheslováním zálohy)
- volba média (CD, DVD, Flash …) – médium volíme podle: rychlosti zálohování (čtení), pořizovací a provozní ceny, spolehlivosti média, spolehlivost obnovení, doby uchovávání dat, kompatibility
- zálohujeme jen důležitá a protříděná data, popřípadě celý operační systém
- využíváme automatického zálohování, pomůže předejít lidskému selhání